# Pollenzo
Pollenzo (Polèns in piemontese) è una frazione del comune di Bra in provincia di Cuneo.

## Storia
L'antica Pollenzo, la città romana di Pollentia, già citata da Plinio il Vecchio, venne fondata nel II secolo a.C.; nel 402 Pollentia fu teatro della battaglia di Pollenzo, in cui le truppe dei Visigoti comandate da Alarico furono sconfitte nei pressi della città dal generale romano Stilicone, e obbligate a ritirarsi nell'Illiria.
Il Re di Sardegna Carlo Alberto di Savoia promosse una grande trasformazione del borgo di Pollenzo e dell'omonimo castello tra il 1832 ed il 1848, con l’obiettivo di creare un podere modello volto alla sperimentazione e al miglioramento delle attività agricole ed enologiche.
Il Re d'Italia Vittorio Emanuele III, dopo aver abdicato il 9 maggio 1946, assunse il titolo di Conte di Pollenzo. Dal 2004 ha sede presso l’Agenzia di Pollenzo l'Università degli Studi di scienze gastronomiche, gestita sotto l'egida di Slow Food.

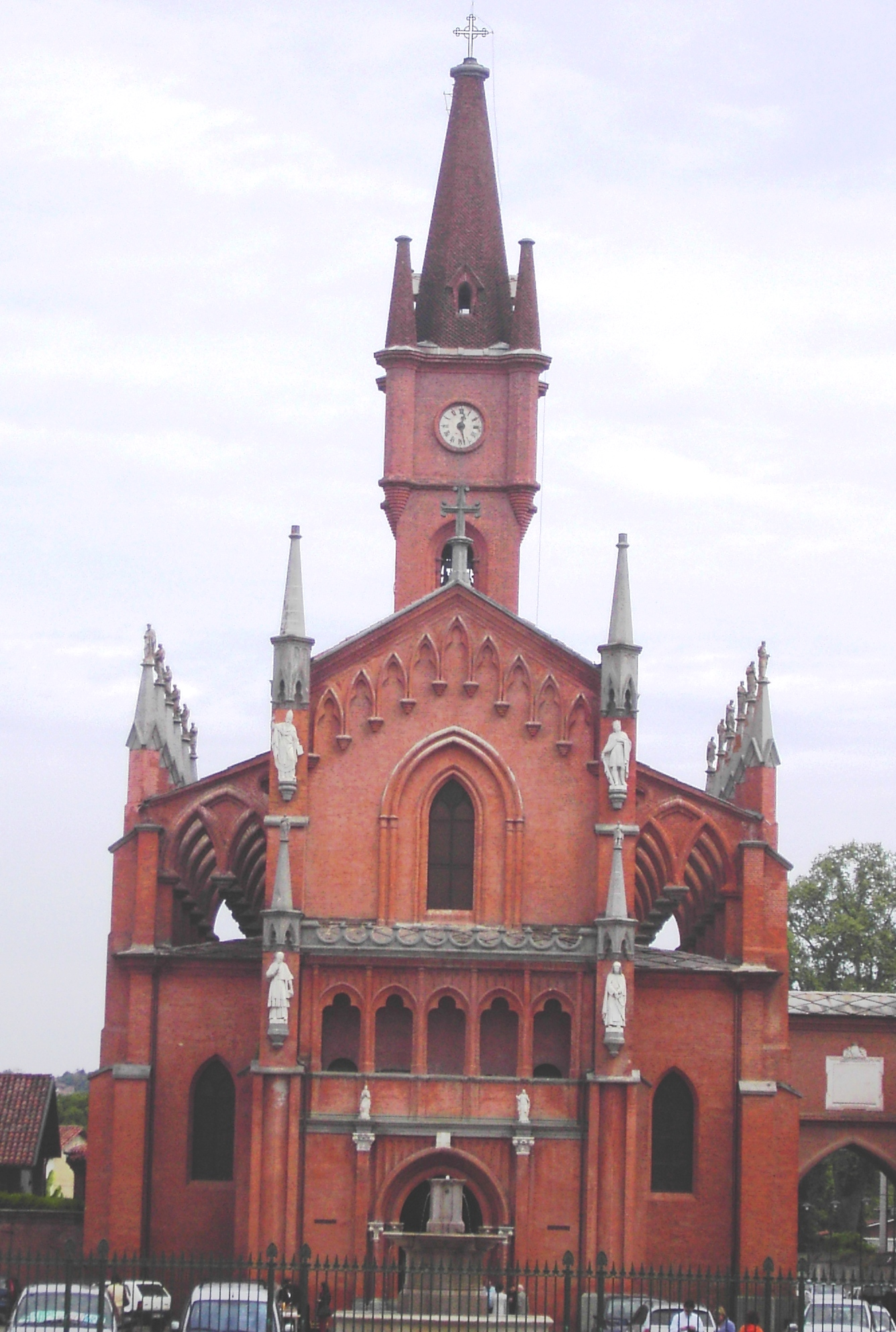
Chiesa di San Vittore
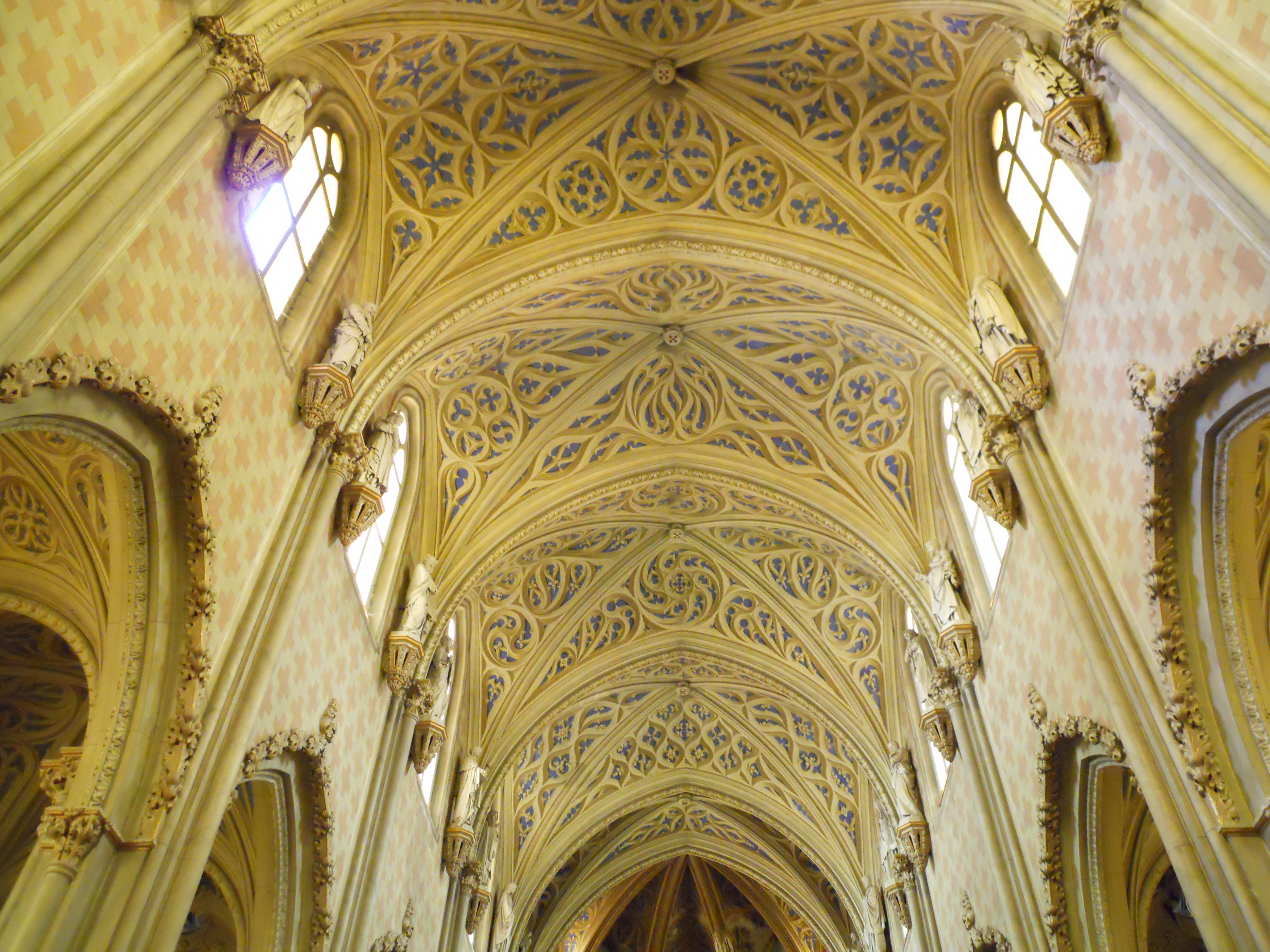
Interno della chiesa di San Vittore
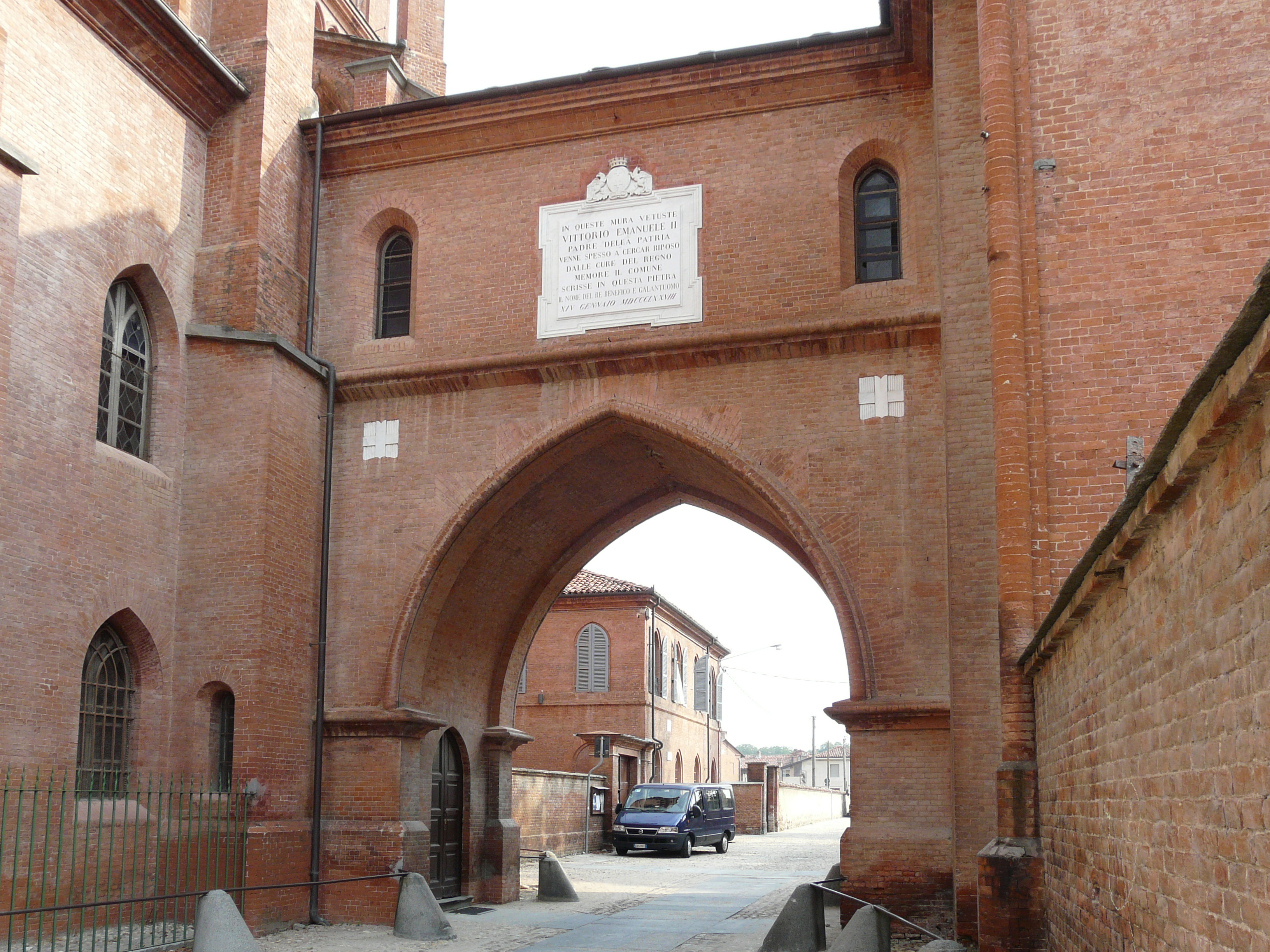
Porta di accesso